# يودايمونيا
يودايمونيا (باليونانية: εὐδαιμονία) هي كلمة يونانية تُترجم عادة إلى السعادة أو الرخاء، بينما تم اقتراح «الازدهار الإنساني والرفاهية» كترجمة أكثر دقة. اصطلاحيا تتكون الكلمة من «يو» (جيد) و«دايمون» (روح). تُعتبر يودايمونيا مفهوما مركزيا في الأخلاقية الأرسطية والفلسفة السياسية بجانب المصطلحات «أريتي» والتي تُترجم عادة إلى «قيم» أو «إجادة»، و«فرونيساس» والتي تُترجم عادة إلى «الحكمة العملية أو الأخلاقية». في أعمال أرسطو، استُخدمت يودايمونيا (بناء على التقاليد اليونانية القديمة) كمصطلح يشير إلى قمة الخيرية البشرية، وبالتالي فهي غاية الفلسفة العملية بما في ذلك علم الأخلاق والفلسفة السياسية أن تعتبر (وتختبر أيضا) ما هي، وكيف يمكن تحقيقها.
مناقشة الروابط بين قيمة الشخصية والسعادة هو أحد القضايا المحورية في علم الأخلاق القديم، كما كان موضوعا يسبب الكثير من الاختلافات. كنتيجة لذلك، هناك العديد من التنوعات لليودايمونية. اثنان من أكثر الصور تأثيرا هما صورة أرسطو وصورة الرواقيين. اعتبر أرسطو القيم وتطبيقها أحد أهم مكونات اليودايمونيا ولكنه اعترف أيضا بأهمية العوامل الخارجية مثل الصحة والثروة والجمال. على النقيض، اعتبر الرواقيون أن القيم ضرورية وكافية لتحقيق اليودايمونيا وبالتالي أنكروا ضرورة العوامل الخارجية.

## التعريف
يقدم قاموس التعريفات (هوروي) –هو قاموس مصطلحات فلسفية يوناني يُنسب إلى أفلاطون نفسه ولكن يعتقد الدارسون المعاصرون أنه منسوب إلى تابعيه في الأكاديمية- التعريف التالي لكلمة يودايمونيا: «الخير المكون من كل الخيرات، القدرة الكافية للعيش بسلام ومثالية بالنسبة إلى القيم، المصادر الكافية للكائن الحي».
في الأخلاق النيقوماخية، يقول أرسطو أن كل الناس يتفقون على أن يودايمونيا هي أعلى الخيرات للبشر، ولكن هناك خلاف أساسي حول نوع الحياة الذي يعتبر فعلا جيدا أو حياة جيدة:
| يودايمونيا | لفظيا، هناك اتفاق عام جدا لكل من عامة الشعب والأشخاص ذوي الثقافة العليا على أنها (يودايمونيا) كذلك، ويربطون الحياة الجيدة والفعل الجيد بالسعادة، ولكنهم يختلفون حول ماهيتها (يودايمونيا)، ولا يقدم الكثيرون نفس تعريفات الحكماء، حيث أن السابقين يعتقدون أنها شيء واضح وبسيط كالمتعة أو الثروة أو الشرف... | يودايمونيا |

لذا –كما يوضح أرسطو- فإن القول أن الحياة اليودايمونية هي الحياة المرغوبة موضوعيا والتي تعني الحياة جيدا لا يقدم لنا الشيء الكثير. يريد الجميع أن يكون يودايمونيا، ويتفق الجميع على أن كونك يودايمونيّ مرتبط بفعل الخير وبكون المرء خيّر. السؤال الصعب حقا هو تحديد نوع النشاطات التي تسمح للفرد أن يحيى حياة جيدة. قدم أرسطو العديد من المفاهيم الشائعة لأفضل حياة للبشر. من بين المفاهيم التي ذكرها (1) حياة السعادة، (2) حياة النشاط السياسي، (3) الحياة الفلسفية.
أحد الحركات الهامة في الفلسفة اليونانية للإجابة عن سؤال كيف نحقق اليودايمونيا هو إدخال مفهوم هام آخر في الفلسفة القديمة هو «أريتي» (القيم). قال أرسطو أن الحياة اليودايمونية هي حياة «النشاط القيميّ بالنسبة إلى المنطق». حتى إبيقور يجادل أن الحياة اليودايمونية هي حياة المتعة بشرط أن تتفق حياة المتعة مع حياة القيم. لذا فإن المنظرين الأخلاقيين القدماء يميلون إلى الموافقة على أن القيم مرتبطة ارتباطا وثيقا بالسعادة (أريتي مرتبطة باليودايمونيا). إلا أنهم يختلفون على كيفية فعل ذلك.

## الاصطلاح والترجمة
بخصوص الاصطلاح، كلمة يودايمونيا هي اسم مجرد مشتق من «يو» وتعني «جيد» و«دايمون» والتي تشير إلى الآلهة الصغرى أو الأرواح الحارسة.
تشير يودايمونيا إلى حالة إيجابية مقدسة من الوجود والتي يستطيع البشر السعي نحوها والوصول إليها أحيانا. المعنى الحرفي ليودايمونيا هو تحقيق حالة من الوجود شبيه بالإله الخيّر، أو الحصول على الحماية أو العناية من الإله الخيّر. لأن هذه الحالة تعتبر أكثر الحالات الممكنة إيجابية، عادة ما تُترجم الكلمة بأنها «السعادة» على الرغم من أن إدخال الطبيعة المقدسة للكلمة يمد المعنى ليشمل مفاهيم الحظ والبركة. على الرغم من هذا الاصطلاح، إلا أن المناقشات عن اليودايمونيا في علم الأخلاق في اليونان القديمة عادة ما جرت مستقلة عن أي معنى خارق أو فوق الطبيعة.

## الآراء الرئيسية عن يودايمونيا وعلاقتها بأريتي

### سقراط

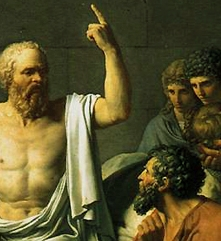
لوحة موت سقراط للرسام الفرنسي جاك لوي ديفيد 1787

ينبع كل ما نعرفه تقريبا عن سقراط من كتابات أفلاطون. يقسم الباحثون غالبا أعمال أفلاطون إلى ثلاث فترات: المبكرة والوسطى والمتأخرة. كما يميل الباحثون أيضا إلى الاتفاق على أن أعمال أفلاطون المبكرة تمثل بصدق تعاليم سقراط، وأن آراء أفلاطون الخاصة –والتي تذهب بعيدا عن أعمال سقراط- ظهرت لأول مرة في الأعمال الوسطى مثل فايدو والجمهورية. سنستخدم هذا التقسيم هنا في تفريق مواقف سقراط وأفلاطون بخصوص يودايمونيا.
مثل كل المفكرين الأخلاقيين القدماء، اعتقد سقراط أن كل البشر يسعون نحو اليودايمونيا أكثر من أي شيء آخر. إلا أن سقراط تبنى فكرة أكثر تطرفا من اليودايمونية، حيث بدا أنه اعتقد أن القيم ضرورية وكافية لتحقيق اليودايمونيا. كان سقراط مقتنعا أن القيم مثل التحكم في النفس والشجاعة والعدالة والاستقامة والحكمة والصفات المرتبطة بالعقل والروح هي ضرورية بالتأكيد إذا أراد الشخص أن ينعم بحياة سعيدة من اليودايمونيا. على سبيل المثال، يقول سقراط في المينو بخصوص الحكمة «ينتهي كل شيء تتحمله الروح أو تقاسيه تحت إرشاد الحكمة بالسعادة».
في الاعتذار، يقدم سقراط بوضوح رفضه للذين يعتقدون أن الحياة اليودايمونية هي حياة الشرف أو السعادة، عندما يوبخ الأثينيين على اهتمامهم بالغنى والشرف أكثر من اهتمامهم بحالة أرواحهم.
| يودايمونيا | سيدي الفاضل أنت أثيني، مواطن للمدينة الأعظم ذات الصيت الأعظم بالحكمة والقوة. لكنك لا تستحي من اندفاعك لامتلاك أكبر قدر من الثروة والصيت والشرف، في حين أنك لا تهتم ولا تمر بخاطرك الحكمة أو الحقيقة أو تحقيق أفضل حالة ممكنة لروحك. | يودايمونيا |

بدا بعد ذلك أن قلق سقراط على الروح سببه أن الروح قد تكون في أفضل الحالات الممكنة من أجل الحصول على القيم الأخلاقية.لذا فإن رأي سقراط بأنه على الأثينيين أن يهتموا أكثر بأرواحهم يعني أنه عليهم ان يهتموا أكثر بقيمهم، بدلا من السعي وراء الشرف أو الثراء. القيم هي حالات الروح إذا. إذا اهتممنا جيدا بالروح فإنها تمتلك القيم الأخلاقية. بالإضافة إلى ذلك، وطبقا لسقراط فإن حالة الروح هذه من القيم الأخلاقية هي الهدف والخير الأسمى. صحة الروح هي بالتأكيد أكثر أهمية لتحقيق اليودايمونيا من الثراء والقوة السياسية. الفرد صاحب الروح ذات القيم الأخلاقية أفضل من الفرد صاحب الثراء أو الشرف ولكن روحه فاسدة بسبب الأعمال الخاطئة. أكد سقراط على هذا الرأي في كريتو، عندما جعل كريتو يوافق على أن كمال الروح والقيم هو الخير الأسمى:
| يودايمونيا | وهل تستحق الحياة أن تُعاش إذا كان ذلك الجزء منا فاسدا بعد أن أفسدت الذنوب الأعمال الخيّرة؟ وهل نظن أن ذلك الجزء منا –أيا ما كان- المعنيّ بالعدالة والظلم أقل من الجسد؟ لا على الإطلاق. إنه أكثر قيمة بكثير... بكثير جدا. | يودايمونيا |

هنا يجادل سقراط أن الحياة لا تستحق أن نعيشها إذا أفسدنا الروح بالأعمال الخاطئة. باختصار، يبدو أن سقراط كان يظن أن القيم ضرورية وكافية لتحقيق اليودايمونيا، فالشخص غير الأخلاقي لا يمكن أن يكون سعيدا، ولا يمكن أن يفشل الشخص صاحب الخُلق في أن يكون سعيدا. سنرى لاحقا كيف أن أخلاق الرواقيين أخذت الإلهام من آراء سقراط.

### أفلاطون

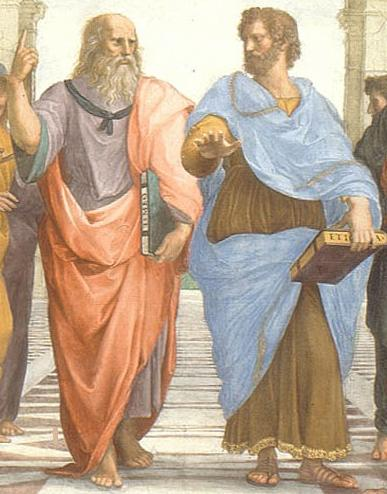
مدرسة أثينا لرفيائيلو سانزيو 1509، تُظهر أفلاطون (على اليسار) وأرسطو (على اليمين)

كرّس أفلاطون أعظم أعمال الفترة الوسطى (الجمهورية) للإجابة عن التحدي الذي قدمه السفسطائي ثراسيماكوس، أن الأخلاق التقليدية –خاصة قيم العدالة- تمنع في الواقع الرجال الأقوياء من تحقيق اليودايمونيا. آراء ثراسيماكوس هي إعادة عرض للموقف الذي ناقشه أفلاطون قبل ذلك في كتاباته مثل غورغياس على لسان كاليكلس. القضية الرئيسية التي قدمها ثراسيماكوس وكاليكلس هي أن العدالة تمنع أو تقيد إنجازات اليودايمونيا لأن الأخلاق التقليدية تتطلب أن نتحكم في أنفسنا وبالتالي نعيش مع رغبات غير مشبعة. هذه الفكرة مشروحة بإسهاب في الكتاب الثاني من الجمهورية عندما يوافق غلاكون على تحدي ثراسيماكوس ويحكي أسطورة خاتم جيجز السحري. طبقا للأسطورة، يصبح جيجز ملك ليديا عندما يجد خاتما سحريا والذي عندما يقلبه بطريقة معينة يجعله مخفيا، حتى يمكنه من إشباع أي غريزة عنده بدون الخوف من العقاب. عندما يكتشف جيجز قوة الخاتم، يقتل الملك ويتزوج زوجته ويستولي على العرش. مغزى تحدي غلاكون هو أنه لن يكون أحد عادلا إذا ضمن الهروب من العقاب الذي سيواجهه عادة عند إشباعه لرغباته. ولكن إذا كانت اليودايمونيا يمكن تحقيقها من خلال إشباع الرغبات، بينما تتطلب العدالة أو التصرف بعدالة كبح هذه الرغبات، فبالتالي ليس من اهتمامات الرجل القوي أن يتصرف طبقا لما تمليه عليه الأخلاق التقليدية. (يتكرر هذا الجدال بعد ذلك بكثير في فلسفة نيتشه) في ما تبقى من الجمهورية، يسعى أفلاطون إلى دحض هذا الادعاء من خلال إظهار أن قيم العدالة ضرورية لتحقيق اليودايمونيا.
جدالات الجمهورية طويلة ومعقدة. باختصار، يجادل أفلاطون أن القيم هي حالات للروح وأن الشخص العادل هو الشخص صاحب الروح المتسقة والمتناغمة بحيث تعمل كل أجزائها من أجل منفعة الفرد. على النقيض، يجادل أفلاطون أن روح الشخص غير العادل بدون القيم مليئة بالفوضى وفي حرب مع نفسها، وبالتالي حتى لو تمكن من إشباع كل رغباته فإن انعدام التوازن والوحدة الداخلية يبطلان أي فرصة يمتلكها لتحقيق اليودايمونيا. نظرية أفلاطون الأخلاقية هي نظرية يودايمونية لأنها تنص على أن اليودايمونيا تعتمد على القيم. في نسخة أفلاطون للعلاقة، يصور القيم على أنها المكون المحوري والمهيمن لليودايمونيا.

### أرسطو
فصل أرسطو آراءه في الأخلاق النيقوماخية والأخلاق اليوديمانية. باختصار، بالنسبة إلى أرسطو تتضمن اليودايمونيا نشاطا يشمل القيم بالإضافة إلى المنطق. ينبع مفهوم اليودايمونيا من فهم أرسطو التأسيسي للطبيعة البشرية، أن المنطق (تُترجم لوغوس أحيانا إلى العقلانية) أحد السمات الفريدة للبشر وأن العمل الأمثل للبشر هو أسمى أو أكمل أعمال المنطق. أساسا، نحقق اليودايمونيا من خلال التطور المناسب للقدرات البشرية العليا للفرد والبشر هم «الحيوانات العقلانية». بالتالي فإن اليودايمونيا للبشر هي تحقيق الامتياز (أريتي) في المنطق.
طبقا لأرسطو، فإن اليودايمونيا تتطلب بالفعل نشاطا وفعلا، لأنه ليس كافيا للفرد أن يمتلك قدرات أساسية أو تصرفا سليما. لا تتطلب اليودايمونيا الشخصية الجيدة فقط، بل أيضا الفعل العقلاني. يؤكد أرسطو بوضوح على أنه أن تعيش متسقا مع المنطق يعني أن تحقيق الامتياز. بالإضافة إلى ذلك، يدعي أرسطو أن هذا الامتياز لا يمكن عزله وبالتالي فإن الكفاءات يجب أيضا أن تكون مناسبة للوظائف المطلوبة.

## علم النفس الحديث
ظهرت نماذج من اليودايمونيا في علم النفس في الأعمال المبكرة عن تحقيق الذات ووسائل تحقيقها عن طريق باحثين أمثال إريك إريكسون وغوردون ألبورت وأبراهام ماسلو.
النظريات المركزية هي نظرية دينر للصحة الموضوعية، ونظرية ريف سداسية العوامل للصحة النفسية، وأعمال كيز عن الازدهار، ومساهمات سيليغمان في علم النفس الإيجابي ونظرياته عن السعادة الحقيقية. المفاهيم المرتبطة هي السعادة والازدهار وجودة الحياة والرضا والحياة ذات المعنى.